# Pozzuolo Martesana
Pozzuolo Martesana es una localidad y comune italiana de la provincia de Milán, región de Lombardía, con 7.907 habitantes.

## Evolución demográfica
| Gráfica de evolución demográfica de Pozzuolo Martesana entre 1861 y 2001 |
|                                                                          |
| Fuente ISTAT - elaboración gráfica de Wikipedia                          |